# Ulster Grand Prix 1958
De Ulster Grand Prix 1958 was de zesde en voorlaatste Grand Prix van het wereldkampioenschap wegrace in het seizoen 1958. De races werden verreden op zaterdag 9 augustus 1958 op het Dundrod Circuit, een stratencircuit in County Antrim. De zijspanklasse had haar seizoen al afgesloten. In de 350cc-klasse en de 500cc-klasse waren de wereldtitels al vergeven. De wereldtitels in de 125cc-klasse en de 250cc-klasse werden in Ulster beslist.

## Algemeen
De Ulster Grand Prix van 1958 werd op een regenachtige dag verreden. John Surtees was al wereldkampioen in de 350- en de 500cc-klasse.

## 500cc-klasse
Het team van MV Agusta had de GP van Zweden overgeslagen, maar nu ze er weer waren won John Surtees zijn zesde 500cc-race van het jaar. Zijn teamgenoot John Hartle moest echter wel privérijder Bob McIntyre (Norton) voor zich dulden. McIntyre kwam pas voor de tweede keer aan de start, nadat hij in de TT van Man was uitgevallen en scoorde dus zijn eerste punten.
| Pos | Coureur              | Merk      | Tijd      | Punten |
| --- | -------------------- | --------- | --------- | ------ |
| 1   | John Surtees         | MV Agusta | 1:42"36'2 | 8      |
| 2   | Bob McIntyre         | Norton    | + 1"44'4  | 6      |
| 3   | John Hartle          | MV Agusta | + 2"41'0  | 4      |
| 4   | Derek Minter         | Norton    | + 3"21'8  | 3      |
| 5   | Geoff Duke           | Norton    | + 3"43'6  | 2      |
| 6   | Dickie Dale          | BMW       | + 1 ronde | 1      |
| 7   | Bob Brown            | Norton    | + 1 ronde |        |
| 8   | Ralph Rensen         | Norton    | + 1 ronde |        |
| 9   | Ewan Haldane         | Norton    | + 1 ronde |        |
| 10  | Jack Wood            | Matchless | + 1 ronde |        |
| 11  | Don Chapman          | Norton    |           |        |
| 12  | Bob Ferguson         | Norton    |           |        |
| 13  | Jack Ahearn          | Matchless |           |        |
| 14  | Robin Fitton         | Norton    |           |        |
| 15  | Eric Cheers          | BSA       |           |        |
| 16  | Stephen Murray       | AJS       |           |        |
| 17  | Vernon Cotte         | Norton    |           |        |
| 18  | Davy Crowford        | Norton    |           |        |
| 19  | Harry Grant          | Norton    |           |        |
| 20  | Harry Plews          | AJS       |           |        |
| 21  | Bertie Flow          | Norton    |           |        |
| 22  | William McCosh       | Matchless |           |        |
| 23  | Jimmy Jones          | Norton    |           |        |
| 24  | Ernie Oliver         | AJS       |           |        |
| 25  | Llewellyn Ranson     | AJS       |           |        |
| 26  | Robert McCracken     | Norton    |           |        |
| 27  | Karl-Heinz Scheiffel | Matchless |           |        |
| 28  | Martin Brosnan       | Norton    |           |        |

| Coureur        | Merk      | Oorzaak |
| -------------- | --------- | ------- |
| Allen Burt     | Norton    |         |
| Clarrie Dunn   | AJS       |         |
| Dick Thompson  | Norton    |         |
| Jim Tompsett   | AJS       |         |
| Bob Webster    | Norton    |         |
| Ernst Hiller   | BMW       |         |
| Bob Anderson   | Norton    |         |
| Bob Coulter    | Norton    |         |
| Bob Rowbottom  | Norton    |         |
| Geoff Tanner   | Norton    |         |
| Noel Orr       | Matchless |         |
| Terry Shepherd | Norton    |         |
| Tommy McLeod   | Norton    |         |
| John Hempleman | Norton    |         |

| Coureur            | Merk      | Oorzaak   |
| ------------------ | --------- | --------- |
| Keith Campbell (†) | Norton    | Overleden |
| Dave Chadwick      | Norton    |           |
| Carlo Bandirola    | MV Agusta |           |
| Remo Venturi       | MV Agusta |           |
| Umberto Masetti    | MV Agusta |           |
| John Anderson      | Norton    |           |
| Gary Hocking       | Norton    |           |

### Top tien tussenstand 500cc-klasse
(Punten (tussen haakjes) zijn inclusief streepresultaten)
| Pos | Coureur                       | Merk         | Ptn     |
| --- | ----------------------------- | ------------ | ------- |
| 1   | John Surtees (wereldkampioen) | MV Agusta    | 32 (40) |
| 2   | John Hartle                   | MV Agusta    | 20      |
| 3   | Dickie Dale                   | BMW          | 13      |
| 3   | Geoff Duke                    | BMW / Norton | 13      |
| 5   | Derek Minter                  | Norton       | 10      |
| 6   | Ernst Hiller                  | BMW          | 8       |
| 6   | Gary Hocking                  | Norton       | 8       |
| 8   | Bob Anderson                  | Norton       | 7       |
| 9   | Keith Campbell (†)            | Norton       | 6       |
| 9   | Bob Brown                     | Norton       | 6       |
| 9   | Bob McIntyre                  | Norton       | 6       |

## 350cc-klasse
| Pos | Coureur        | Merk      | Tijd      | Punten |
| --- | -------------- | --------- | --------- | ------ |
| 1   | John Surtees   | MV Agusta | 1:50"35'8 | 8      |
| 2   | John Hartle    | MV Agusta |           | 6      |
| 3   | Terry Shepherd | Norton    |           | 4      |
| 4   | Geoff Duke     | Norton    |           | 3      |
| 5   | Bob McIntyre   | Norton    |           | 2      |
| 6   | Derek Minter   | Norton    |           | 1      |

| Coureur            | Merk   | Oorzaak   |
| ------------------ | ------ | --------- |
| Keith Campbell (†) | Norton | Overleden |

| Coureur       | Merk   |
| ------------- | ------ |
| Luigi Taveri  | Norton |
| Alan Trow     | Norton |
| Alistair King | Norton |
| Bob Anderson  | Norton |
| Bob Brown     | AJS    |
| Dave Chadwick | Norton |
| Dickie Dale   | Norton |
| Geoff Monty   | Norton |
| Geoff Tanner  | Norton |
| George Catlin | Norton |
| Mike Hailwood | Norton |
| Mike O'Rourke | Norton |

### Top tien tussenstand 350cc-klasse
(Punten (tussen haakjes) zijn inclusief streepresultaten)
| Pos | Coureur                       | Merk      | Ptn     |
| --- | ----------------------------- | --------- | ------- |
| 1   | John Surtees (wereldkampioen) | MV Agusta | 32 (40) |
| 2   | John Hartle                   | MV Agusta | 24      |
| 3   | Geoff Duke                    | Norton    | 13      |
| 4   | Dave Chadwick                 | Norton    | 11      |
| 5   | Mike Hailwood                 | Norton    | 9       |
| 6   | Keith Campbell (†)            | Norton    | 8       |
| 6   | Bob Anderson                  | Norton    | 8       |
| 8   | Derek Minter                  | Norton    | 7       |
| 8   | Terry Shepherd                | Norton    | 7       |
| 10  | Geoff Tanner                  | Norton    | 4       |

## 250cc-klasse
Door zijn vierde overwinning van het seizoen werd Tarquinio Provini onbereikbaar voor de concurrentie. Tommy Robb werd tweede, maar was geen bedreiging voor Horst Fügner, die slechts vijfde werd, maar zijn tweede plaats in de WK-stand behield. Dat was een groot succes voor MZ. Robb scoorde zijn eerste punten van het seizoen het hetzelfde gold voor Dave Chadwick, die met een MV Agusta 250 Bialbero derde werd.
| Pos | Coureur           | Merk      | Tijd     | Punten |
| --- | ----------------- | --------- | -------- | ------ |
| 1   | Tarquinio Provini | MV Agusta | 1:8"58'4 | 8      |
| 2   | Tommy Robb        | NSU       |          | 6      |
| 3   | Dave Chadwick     | MV Agusta |          | 4      |
| 4   | Ernst Degner      | MZ        |          | 3      |
| 5   | Horst Fügner      | MZ        |          | 2      |
| 6   | Dickie Dale       | NSU       |          | 1      |

| Coureur       | Merk      | Oorzaak |
| ------------- | --------- | ------- |
| Carlo Ubbiali | MV Agusta |         |

| Coureur           | Merk    |
| ----------------- | ------- |
| Josef Autengruber | NSU     |
| Bob Brown         | NSU     |
| Dieter Falk       | Adler   |
| Günter Beer       | Adler   |
| Horst Kassner     | NSU     |
| Walter Reichert   | NSU     |
| Wilhelm Lecke     | DKW     |
| Xaver Heiß        | NSU     |
| Arthur Wheeler    | Mondial |
| Geoff Monty       | GMS     |
| Mike Hailwood     | NSU     |
| Sammy Miller      | ČZ      |
| Emilio Mendogni   | Morini  |
| Giampiero Zubani  | Morini  |

### Top tien tussenstand 250cc-klasse
| Pos | Coureur                            | Merk      | Ptn |
| --- | ---------------------------------- | --------- | --- |
| 1   | Tarquinio Provini (wereldkampioen) | MV Agusta | 32  |
| 2   | Horst Fügner                       | MZ        | 16  |
| 3   | Mike Hailwood                      | NSU       | 13  |
| 4   | Carlo Ubbiali                      | MV Agusta | 12  |
| 5   | Dieter Falk                        | Adler     | 10  |
| 6   | Tommy Robb                         | NSU       | 6   |
| 7   | Horst Kassner                      | NSU       | 4   |
| 7   | Dave Chadwick                      | MV Agusta | 4   |
| 7   | Geoff Monty                        | GMS       | 4   |
| 10  | Bob Brown                          | NSU       | 3   |
| 10  | Günter Beer                        | Adler     | 3   |
| 10  | Ernst Degner                       | MZ        | 3   |

## 125cc-klasse
Voor de start hadden Alberto Gandossi en Luigi Taveri nog een theoretische kans op de wereldtitel, maar met zijn vierde overwinning van het seizoen stelde Carlo Ubbiali die zeker. Taveri werd weliswaar tweede, maar dat was niet genoeg om zijn Ducati-teamgenoot Gandossi van de tweede plaats in de WK-stand te verdringen.
| Pos | Coureur          | Merk      | Tijd    | Punten |
| --- | ---------------- | --------- | ------- | ------ |
| 1   | Carlo Ubbiali    | MV Agusta | 57"45'6 | 8      |
| 2   | Luigi Taveri     | Ducati    |         | 6      |
| 3   | Dave Chadwick    | Ducati    |         | 4      |
| 4   | Alberto Gandossi | Ducati    |         | 3      |
| 5   | Horst Fügner     | MZ        |         | 2      |
| 6   | Arthur Wheeler   | Mondial   |         | 1      |

| Coureur           | Merk      |
| ----------------- | --------- |
| Ernst Degner      | MZ        |
| Walter Brehme     | MZ        |
| Werner Musiol     | MZ        |
| Sammy Miller      | Ducati    |
| Bruno Spaggiari   | Ducati    |
| Enzo Vezzalini    | MV Agusta |
| Francesco Villa   | Ducati    |
| Romolo Ferri      | Ducati    |
| Tarquinio Provini | MV Agusta |

### Top tien tussenstand 125cc-klasse
(Punten (tussen haakjes) zijn inclusief streepresultaten)
| Pos | Coureur                        | Merk      | Ptn     |
| --- | ------------------------------ | --------- | ------- |
| 1   | Carlo Ubbiali (wereldkampioen) | MV Agusta | 32 (38) |
| 2   | Alberto Gandossi               | Ducati    | 22      |
| 3   | Luigi Taveri                   | Ducati    | 19      |
| 4   | Tarquinio Provini              | MV Agusta | 17      |
| 5   | Dave Chadwick                  | Ducati    | 13      |
| 6   | Romolo Ferri                   | Ducati    | 12      |
| 7   | Ernst Degner                   | MZ        | 9       |
| 8   | Horst Fügner                   | MZ        | 7       |
| 9   | Sammy Miller                   | Ducati    | 3       |
| 10  | Walter Brehme                  | MZ        | 2       |

1922 · 1923 · 1924 · 1925 · 1926 · 1927 · 1928 · 1929 · 1930 · 1931 · 1932 · 1933 · 1934 · 1935 · 1936 · 1937 · 1938 · 1939 · 1946 · 1947 · 1948 · 1949 · 1950 · 1951 · 1952 · 1953 · 1954 · 1955 · 1956 · 1957 · 1958 · 1959 · 1960 · 1961 · 1962 · 1963 · 1964 · 1965 · 1966 · 1967 · 1968 · 1969 · 1970 · 1971 · 1973 · 1974 · 1975 · 1976 · 1977 · 1978 · 1979 · 1980 · 1981 · 1982 · 1983 · 1984 · 1985 · 1986 · 1988 · 1989 · 1990 · 1991 · 1992 · 1993 · 1994 · 1995 · 1996 · 1997 · 1998 · 1999 · 2000 · 2001 · 2002 · 2003 · 2004 · 2005 · 2006 · 2007 · 2008 · 2009 · 2010 · 2011 · 2012 · 2013 · 2014 · 2015